# Église Saint-Wonnow (Wonastow)
L' église de St Wonnow est l'église paroissiale de Wonastow, un petit village rural situé à environ 3,2 km au sud-ouest de Monmouth, au sud-est du Pays de Galles. Il s'agit d'un bâtiment classé Grade II*.

## Histoire et architecture
St Wonnows tire son nom de Saint Wonnow ou Winwaloe, un saint d’origine bretonne  du VIe siècle, dont le culte a probablement été introduit en Grande-Bretagne par Saint Gwenhael, son successeur en tant qu’abbé de Landévennec. On pense que la première église de Wonastow a été construite au VIIe siècle, lorsque Cynfwr Ap Lago a donné l'église et le village au diocèse de Llandaff.
On pense que certaines parties de l’église actuelle datent du XIIe siècle. Le chœur est de style perpendiculaire, construit en vieux grès rouge et avec des fenêtres à tête carrée et des lumières en accolade à potentille. Le toit, quant à lui est soutenu par quatre paires de poutres en marteau, de datant de l’âge médiévale, restauré en 1977. Les monuments à l'intérieur de l'église incluent celui de George Milborne, décédé en 1637.
L'ensemble du bâtiment a été restauré dans les années 1860 . La tour est datée de 1865. Une restauration plus poussée a été entreprise dans les années 1880, grâce aux dons de Sir John et Lady Adela Searle après qu'ils soient venus vivre à Wonastow Court, à proximité. Ils ont également fourni un nouveau porche en 1909, et un jubé et un retable en 1913, ainsi que des vitraux et un nouvel autel.

## L'église de nos jours
Bien qu’un nombre limité de personne assiste au service hebdomadaire, la communauté dans son ensemble suscite beaucoup de respect et d'affection pour l'église, comme en témoigne le programme de restauration réussi de ces dernières années. L'église est normalement fermée à clé, cependant, les visiteurs peuvent la visiter et obtenir la clé sur place sur accord préalable avec le Vicaire.

## Titulaires de l'Église
- 1830: Joseph Fawcett Beddy
- 1870: Thomas O. Tudor
- 1879: Peter Potter
- 1891: Francis Dudley
- 1915: James Percy Lax Amos
- 1923: H. Raymond Harvey
- 1924: Ernest Anderson Thorne
- 1939: Edmund Loftus MacNaghten
- 1942: Ronald Davies
- 1943: Edmund Ronald James Henry
- 1947: Oliver Vivian Griffiths
- 1964: Norman Havelock Price
- 1993: Julian Francis Gray
- 1998: Richard Pain
- 2009: David McGladdery [4]